# شبکه زاگرس
شبکه زاگرس شبکه تلویزیونی محلی متعلق به دولت کشور ایران است که ویژهٔ استان کرمانشاه برنامه پخش می‌کند. این شبکه از سال ۱۳۴۹ با یک بخش خبری که بر روی شبکه اول پخش می‌شد کار خود را آغاز کرد و در روز سه شنبه هشتم خرداد ۱۳۸۰ به‌طور رسمی و مستقل کار خود را آغاز کرد.پخش برنامه‌های این شبکه با کیفیت HD از طریق فرستنده‌های زمینی از روز دوشنبه ۱۳ مرداد ۱۴۰۴ آغاز شد.

## انتقادها به شبکهٔ استانی زاگرس
شبکهٔ استانی زاگرس با وجود اکثریت ۹۵ درصدی مردم کرد در این استان، بخش بسیار ناچیزی از برنامه‌های خود را به زبان کردی پخش می‌کند. پخش برنامه به زبان کردی با انتقادات زیادی از سوی مردم کرد و فرهیختگان کرمانشاه همراه بوده است.  منتقدان معتقدند که این شبکه زبان کردی را به تمسخر می‌گیرد و می‌کوشد چهره‌ای طنزآلود بدان ببخشد. به باور منتقدان، برنامه‌های این شبکه به گونه‌ای است که همیشه چهره‌های منفی به زبان کردی و چهره‌های مثبت به زبان فارسی صحبت می‌کنند. همچنین خبری از پخش برنامه‌های رسمی مانند اخبار به زبان کردی نیست و در عوض برنامه‌های طنز همگی به زبان کردی پخش می‌شوند که کاملاً در جهت تخریب و تمسخر زبان و هویت کردی انجام می‌شود. البته بیشتر عوامل سازندهٔ این برنامه‌ها از استان‌های همجوار همچون همدان و اراک هستند. افزون بر این با وجود آنکه شبکهٔ زاگرس در سطح استان کرمانشاه به پخش برنامه می‌پردازند اما بیشتر برنامه‌های آن به زبان فارسی بوده و همان برنامه‌های کردی اندک و جهت‌دار نیز تنها به لهجه فارسی کرمانشاهی و آمیخته با واژگان فارسی ساخته می‌شوند و دیگر گویش‌های زبان کردی در استان مانند کلهری، سورانی، کلیایی، گورانی، هورامی و لکی جایی در برنامه‌های شبکهٔ استانی ندارند. عده‌ای از منتقدان نیز این شبکه را به تفرقه‌افکنی قومی متهم می‌کنند.